# メゾナイトの絵画
『メゾナイトの絵画』（メゾナイトのかいが、英: Paintings on masonite）はジョアン・ミロが1936年に制作した27枚の抽象絵画からなる連作絵画。これは1936年6月18日にスペイン内戦が始まった直後、メゾナイトと呼ばれる木製成型板を使って描かれた。この連作は、それ以前のいわゆる「野性的絵画」時代から脱却している。（「野性的絵画」とは、スペイン内戦に先立つ1934年-1936年の2年間の作品を指してミロが呼んだ名前である。）

## 解説、論評
バルセロナにあるミロ美術館館長のロサ・マリア・アレ博士は、この『メゾナイトの絵画』と、直前に銅板その他の素材に描かれた「野性的絵画」とを比較している。
1936年7月18日、スペイン内乱が勃発。これ以降、ミロの絵画からは証言的なものが消え、一種の暴力的で直接的なエクソシズムを表わした27点の「メゾナイトに描いた絵画」が登場する。

この連作には野生は表現されないが、描き方そのものにわずかに現れている。つまり怪物は、画板に向かう画家の直接的な攻撃に置き替えられた。背景はメゾナイトそのものをむき出し、この上にミロはカゼインの白、タールの黒、砂、アスファルトなどを置いた。風景は消え、生きものたちは最も基本的な特徴だけを残している。球体や大きな足の指の爪、豆などから派生したフォルムは明らかにミロのものだが、すっきり図案化されている。また、男根の形がしょっちゅう現われるが、これは時に人物そのものとして表わされた。

“メゾナイト”にはあらゆる叫びの力があるが、ただそれだけである。それはある出来事に対する画家の積極的な表明でもあるが、どんな新しい道も切り開きはしない。ミロがもう一度自分自身を見つめ、適切な表現媒体を見つけようとするためには、モンロチを、さらにはスペインを出なければならなかったのである。—ロサ・マリア・アレ（訳：佐和瑛子）
ニューヨーク近代美術館も手法の荒々しさに着目している。
… この連作は自国の騒乱に対するミロの心情的・身体的反応の表現であると長らく示唆されてきた。しかしミロはこの連作を「それらの事件に関わりなく」制作したと主張している。この連作において物語性は脇に追いやられ、油彩とエナメルのペイント、カゼイン、タール、砂、小石といったテクスチャと素材がより強調されている。ミロは時にメゾナイト板へ荒々しく立ち向かい、繊維質の地をノミでえぐり、一発勝負の筆使いを見せ、根源的な直観力を表現した。—MOMA Press
この連作はモンロチとバルセロナで制作された。連作が完成した直後、1936年の秋にミロはスペインを出国してパリに戻り、そこで4年間を過ごすことになった。

## 一覧
いずれもメゾナイトの上に油絵具、タール、砂、カゼインを用い、1936年夏に制作された。
| 作品           | サイズ (cm) | 所蔵             | 都市       | 出典        |
| -------------- | ----------- | ---------------- | ---------- | ----------- |
| Painting I     | 78 x 108 cm | 個人蔵           |            | [ 6 ]       |
| Painting II    | 78 x 108 cm | 個人蔵           |            | [ 6 ]       |
| Painting III   | 78 x 108 cm | 個人蔵           |            | [ 6 ]       |
| Painting IV    | 78 x 108 cm | 個人蔵           |            | [ 6 ]       |
| Painting V     | 78 x 108 cm | 個人蔵           |            | [ 6 ]       |
| Painting VI    | 78 x 108 cm | 個人蔵           |            | [ 6 ]       |
| Painting VII   | 78 x 108 cm | 個人蔵           |            | [ 6 ]       |
| Painting VIII  | 78 x 108 cm | 個人蔵           |            | [ 6 ]       |
| Painting IX    | 78 x 108 cm | 長崎県美術館     | 長崎       | [ 6 ]       |
| Painting X     | 78 x 108 cm | 個人蔵           |            | [ 6 ]       |
| Painting XI    | 78 x 108 cm | 個人蔵           |            | [ 6 ]       |
| Painting XII   | 78 x 108 cm | 個人蔵           |            | [ 6 ]       |
| Painting XIII  | 78 x 108 cm | 個人蔵           |            | [ 6 ]       |
| Painting XIV   | 108 x 78 cm | ミロ美術館       | バルセロナ | [ 6 ] [ 7 ] |
| Painting XV    | 78 x 108 cm | イスラエル博物館 | エルサレム | [ 6 ]       |
| Painting XVI   | 78 x 108 cm | 個人蔵           |            | [ 6 ]       |
| Painting XVII  | 108 x 78 cm | 個人蔵           |            | [ 6 ]       |
| Painting XVIII | 78 x 108 cm | 個人蔵           |            | [ 6 ]       |
| Painting XIX   | 78 x 108 cm | 個人蔵           |            | [ 6 ]       |
| Painting XX    | 78 x 108 cm | 個人蔵           |            | [ 6 ]       |
| Painting XXI   | 78 x 108 cm | ミロ美術館       | バルセロナ | [ 8 ]       |
| Painting XXII  | 78 x 108 cm | 個人蔵           |            | [ 6 ]       |
| Painting XXIII | 78 x 108 cm | シカゴ美術館     | シカゴ     | [ 6 ]       |
| Painting XXIV  | 108 x 78 cm | 個人蔵           |            | [ 6 ]       |
| Painting XXV   | 78 x 108 cm | 個人蔵           |            | [ 6 ]       |
| Painting XXVI  | 78 x 108 cm | 個人蔵           | ロンドン   | [ 6 ]       |
| Painting XXVII | 78 x 108 cm | 個人蔵           |            | [ 6 ]       |

## 関連文献
- Clavero, Jordi.J (2010). Fundació Joan Miró. Foundation's Guide. Barcelona: Polígrafa. ISBN 978-84-343-1242-5